# Juegos Panafricanos de 1987
Los IV Juegos Panafricanos se celebraron en Nairobi, Kenia, del 1 al 12 de agosto de 1987, bajo la denominación Nairobi 1987.
Participaron un total de xxx deportistas representantes de 42 países africanos. El total de competiciones fue de 162 repartidas en 14 deportes.

## Medallero
| Núm. | País              | Oro | Plata | Bronce | Total |
| ---- | ----------------- | --- | ----- | ------ | ----- |
| 1    | Egipto            | 31  | 22    | 20     | 73    |
| 2    | Túnez             | 28  | 26    | 22     | 76    |
| 3    | Nigeria           | 23  | 16    | 21     | 60    |
| 4    | Kenia             | 22  | 25    | 16     | 63    |
| 5    | Argelia           | 13  | 23    | 23     | 59    |
| 6    | Senegal           | 7   | 2     | 12     | 21    |
| 7    | Etiopía           | 3   | 5     | 4      | 12    |
| 8    | Ghana             | 3   | 3     | 1      | 7     |
| 9    | Uganda            | 3   | 2     | 4      | 9     |
| 10   | Zimbabue          | 2   | 5     | 6      | 13    |
| 11   | Madagascar        | 2   | 4     | 2      | 8     |
| 12   | Camerún           | 1   | 1     | 7      | 9     |
| 13   | Costa de Marfil   | 1   | 1     | 2      | 4     |
| 14   | Mauricio          | 1   | 1     | 0      | 2     |
| 14   | Zaire             | 1   | 1     | 0      | 2     |
| 16   | Tanzania          | 0   | 2     | 5      | 7     |
| 17   | Congo-Brazzaville | 0   | 2     | 0      | 2     |
| 18   | Ruanda            | 0   | 1     | 0      | 1     |
| 19   | Zambia            | 0   | 0     | 3      | 3     |
| 20   | Seychelles        | 0   | 0     | 2      | 2     |
| 21   | Malaui            | 0   | 0     | 1      | 1     |
| 21   | Chad              | 0   | 0     | 1      | 1     |
| 21   | Angola            | 0   | 0     | 1      | 1     |
| 21   | Mozambique        | 0   | 0     | 1      | 1     |
| 21   | Burundi           | 0   | 0     | 1      | 1     |
| TOT  |                   | 164 | 159   | 176    | 499   |

| Predecesor: Argel 78 | IV Juegos Panafricanos 1987 | Sucesor: El Cairo 91 |

- Datos: Q1186243